# Elizabeth Colomba
Elizabeth Colomba, née en 1976 à Épinay-sur-Seine, est une peintre française.

## Biographie
Elizabeth Colomba naît en 1976, à Épinay-sur-Seine, où ses parents martiniquais s'étaient installés quelques années plus tôt. Elle commence à peindre tôt, et réalise dès l'enfance des aquarelles pour décorer le restaurant de ses parents. Adolescente, elle lit L'Image du noir dans l'art occidental de John et Dominique de Ménil, qui l'inspire et la pousse à peindre le portrait de son arrière-grand-mère à la manière de Whistler's Mother. Elle continue à étudier les peintures du Louvre, en particulier les maîtres hollandais, et entre aux Beaux-Arts. En 1998, elle déménage aux États-Unis, à Los Angeles, où elle travaille dans la scénarisation et l'illustration pour l'industrie du film.

## Peintures
À partir de 2007, Colomba passe du temps à New York, où elle développe son activité de peintre. Elle s’y installe définitivement en 2011. Elle rencontre l'artiste Deborah Willis en 2010, après avoir vu l'une de ses peintures au MoCADA. Willis l'aide à commencer dans le monde de l'art à New York. En 2016, la Long Gallery de Harlem organise une exposition personnelle. The New Yorker décrit « des portraits opulents de femmes noires [qui] corrigent l'effacement des femmes de couleur dans l'histoire de l'art au XIXe siècle ».
En 2018, elle peint Laure (portrait d'une négresse), pour une exposition co-organisée par l'université Columbia à New York et le musée d'Orsay à Paris, intitulée Posing Modernity: le modèle noir de Manet et Matisse à aujourd'hui. Le tableau représente Laure, le modèle de la femme de chambre noire dans Olympia, la célèbre toile de Manet de 1863.
Son tableau Haven, peint en 2015, représente un couple noir à Weeksville, et a été présentée dans une exposition au Gracie Mansion en 2019 dont la commissaire était Chirlane McCray[pertinence contestée],.
Son œuvre Clytie est exposée au musée d'Art de l'université de Princeton.

## Distinctions
Pour Queenie, la marraine de Harlem
- prix Fetkann ! Maryse Condé catégorie Jeunesse 2021
- prix BD Quais du Polar / Expérience / France 3 Auvergne-Rhône-Alpes 2022
- Grand prix de l'héroïne Madame Figaro 2022[6]
- prix Artémisia catégorie Biopic 2022[7]